# Entomoloog
Een entomoloog is een wetenschapper op het gebied van insecten (entomologie), een specialisme in de zoölogie. 
De meeste entomologen in Nederland zijn verbonden aan universiteiten en landbouwinstituten. In Nederland en België wordt ook onderzoek gedaan door amateur-entomologen die waarnemingen registreren en zo onder meer verspreiding van soorten vastleggen.
Bekende entomologen zijn bijvoorbeeld Camillo Róndani en Johan Wilhelm Zetterstedt. Beiden gaven soorten een wetenschappelijke benaming. Ze worden vernoemd in de vaststelling van andere soorten.